# Ilia (Hunedoara)
Ilia es una comuna ubicada en el distrito de Hunedoara, Rumania.

## Superficie
Cuenta con una superficie de 91,38 kilómetros cuadrados.

## Demografía
Hasta 2021 la población era de 3144 habitantes, con una densidad de población de 34,41 habitantes por kilómetro cuadrado.